# Tiercé
 Tiercé  es una población y comuna francesa, en la región de Países del Loira, departamento de Maine y Loira, en el distrito de Angers y cantón de Tiercé.

## Demografía
| 1968 | 1968 | 2025 | 2627 | 3047 | 3605 |
| Para los censos de 1962 a 1999 la población legal corresponde a la población sin duplicidades (Fuente: INSEE [Consultar]) |      |      |      |      |      |